# Mossiere

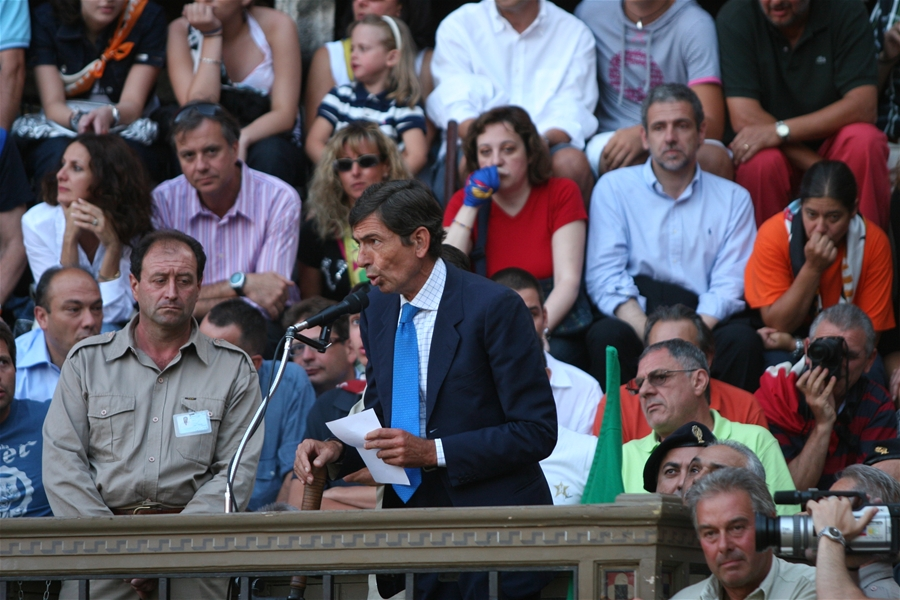
Il mossiere Giorgio Guglielmi di Vulci chiama le contrade ai canapi (palio di Siena del 2 luglio 2007)

In un palio il mossiere è colui che, abbassando il canape, fa partire la gara ippica della manifestazione.

## Funzione
È l'unico ed insindacabile giudice sulla validità della partenza (la cosiddetta "mossa") delle eventuali fasi eliminatorie e della corsa vera e propria. Il mossiere può abbassare il canape anche per motivi di sicurezza, quando una o più contrade "forzano" la mossa. Quando il canape si abbassa ma il mossiere, a suo insindacabile giudizio, non ritiene valida la partenza (allineamento non corretto, posizioni scambiate, ecc.), decreta l'annullamento della mossa stessa.
Inoltre effettua la chiamata all'interno dei canapi secondo gli ordini prestabiliti per sorteggio, diversi per le eventuali prove e per il palio. Può far uscire e rientrare i cavalli dai canapi, senza cambiare l'ordine di chiamata, quando ritiene che l'allineamento sia difficoltoso. Può richiamare ed ammonire i fantini in caso di comportamento scorretto. Richiami ed ammonizioni si traducono poi in squalifiche per le contrade o per i fantini.

## Nomina
Al palio di Siena è nominato dall'amministrazione comunale, su segnalazione dei capitani delle diciassette contrade. Il mossiere svolge il suo ruolo all'interno del verrocchio durante le batterie della tratta, per le sei prove e per la corsa del Palio, dal quale comanda sia il meccanismo di abbassamento del canape per dare la mossa, sia il pulsante per l'esplosione del mortaretto per decretarne l'annullamento. 
L'abbassamento del canape deve essere effettuato dal mossiere con grande tempismo, quando la contrada di rincorsa entra fra i canapi. In ogni caso, come recita l'art. 65 del regolamento del palio di Siena: 
(Art. 65 del regolamento del palio di Siena)
Una volta che la mossa è valida, il mossiere esce dalla piazza per motivi di sicurezza.
Al palio di Legnano è investito del suo ruolo dal cavaliere del Carroccio. Quest'ultimo, a sua volta, è nominato dal supremo magistrato, ovvero dal sindaco di Legnano, sentiti il gran maestro del collegio dei capitani e delle contrade ed il presidente della Famiglia Legnanese, associazione locale che partecipa all'organizzazione della manifestazione. 
Al palio di Asti è invece nominato dal consiglio del palio.